# Salomon Bochner

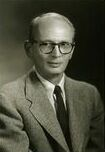
Salomon Bochner (1970)

Salomon Bochner (* 20. August 1899 in Podgórze bei Krakau, heute Polen; † 2. Mai 1982 in Houston, Texas) war ein US-amerikanischer Mathematiker, der auf dem Gebiet der Analysis (z. B. Harmonische Analyse, fastperiodische Funktionen, mehrere komplexe Variable, Differentialgeometrie) arbeitete.

## Leben und Werk
Bochner wurde als zweites Kind einer orthodoxen jüdischen Familie in einem damals zu Österreich-Ungarn gehörenden Teil Polens (nahe Krakau) geboren. Mit Ausbruch des Ersten Weltkriegs zog die Familie vor einer drohenden russischen Invasion nach Berlin. Bochner besuchte dort das Gymnasium und ab 1918 die Universität. 1921 wurde er bei Erhard Schmidt mit der Dissertation Über orthogonale Systeme analytischer Funktionen promoviert (die Arbeit enthielt schon den Bergman-Kern, benannt nach Stefan Bergman, der um dieselbe Zeit auf diesem Gebiet arbeitete). In den anschließenden Inflationszeiten unterstützte er seine Familie durch ein erfolgreiches Außenhandelsgeschäft, kehrte dann aber 1923 zur mathematischen Forschung zurück. Er vereinfachte die gerade von Harald Bohr (dem Bruder von Niels Bohr) entwickelte Theorie fastperiodischer Funktionen und wurde von Bohr 1924 nach Kopenhagen eingeladen.
Danach besuchte er auch, mit einem Stipendium versehen, Godfrey Harold Hardy und John Edensor Littlewood an der Cambridge University. 1924 bis 1933 war er an der Universität München, wo er sich 1927 habilitierte. Während dieser Zeit erschienen seine Vorlesungen über Fouriersche Integrale, die unter anderem das Bochner-Theorem (jede positive definite Funktion ist Fourier-Transformierte eines positiven endlichen Borel-Maßes) enthielten. Er schrieb eine Arbeit, in der er das Lemma von Zorn mehrere Jahre vor Zorn benutzte, und führte die Bochner-Integrale ein. Versuche seiner Münchner Kollegen Constantin Carathéodory und Oskar Perron, ihm eine Assistenz-Professur zu verschaffen, scheiterten zunächst und eine Empfehlung an die Harvard University war wegen des Widerstands von George David Birkhoff erfolglos geblieben.
Mit der Machtergreifung der Nationalsozialisten 1933 wurde seine Position unhaltbar und er ging in die USA nach Princeton, wo er 1934 Assistenzprofessor wurde. 1938 heiratete er (aus der Ehe ging eine Tochter hervor) und nahm die US-Staatsbürgerschaft an. Im selben Jahr wurde er Associate Professor und 1946 dann Full Professor in Princeton, wo er bis zu seiner Emeritierung 1968 blieb. Aber auch danach blieb er aktiv und war anschließend bis zu seinem Tod Professor an der Rice University in Houston. Während der Zeit in Princeton arbeitete er mit John von Neumann über fastperiodische Funktionen auf Gruppen und begann seine Untersuchungen über Funktionen mehrerer komplexer Variabler, zusammengefasst 1948 in dem Buch Several complex variables mit W. Martin (unter anderem übertrug er Cauchys Integralformel 1944 auf den mehrdimensionalen Fall und bewies die Bochner-Martinelli-Formel), das lange das Standardwerk dazu in den Vereinigten Staaten war. Weitere Interessensgebiete seiner späteren Jahre waren Differentialgeometrie (Bochners Krümmungsformel 1946), Wahrscheinlichkeitstheorie und Wissenschaftsgeschichte.
1950 wurde er in die National Academy of Sciences gewählt. 1957/58 war er Präsident der American Mathematical Society. 1979 erhielt er den Leroy P. Steele Prize der American Mathematical Society. 1950 hielt er einen Plenarvortrag auf dem Internationalen Mathematikerkongress in Cambridge, Massachusetts über Laplace Operator on Manifolds.
Zu seinen Doktoranden zählen Lynn Loomis, Harry Rauch, Anthony W. Knapp, Hillel Fürstenberg, William Veech, Samuel Karlin, Eugenio Calabi, Sigurdur Helgason, Robert Gunning, Richard Askey und Jeff Cheeger.

## Werke
- R. Gunning (Hrsg.): Collected Papers of Salomon Bochner. Providence, American Mathematical Society, 4 Bde., 1992
- Selected mathematical papers of Salomon Bochner, Benjamin 1969
- Über orthogonale Systeme analytischer Funktionen, Mathem. Zeitschrift, Band 14, 1922
- Beiträge zur Theorie der fastperiodischen Funktionen. Teil I, Mathematische Annalen, Band 96, 1927 und Teil II
- Vorlesungen über Fouriersche Integrale, Leipzig, Akademische Verlagsgesellschaft 1932, Reprint Chelsea 1948
- mit Kentarō Yano: Curvature and Betti Numbers, Princeton University Press 1953
- mit W. T. Martin: Several Complex Variables. Princeton University Press 1948
- Harmonic Analysis and the Theory of Probability 1955
- The Role of Mathematics in the Rise of Science, Princeton University Press 1966
- Mathematical reflections, American Mathematical Monthly Band 81, 1974, S. 857.